# Schnelsener Moorgraben
Der Schnelsener Moorgraben ist ein Graben in Hamburg-Schnelsen und Ellerbek. Er gehört zum Einzugsgebiet des Moorgrabens. Wesentlicher Bestandteil ist das aus drei großen Rückhaltebecken bestehende Schnelsener Moor.

## Verlauf
Er entspringt westlich der Holsteiner Chaussee, laut anderen Quellen entspringt er aus einem Rückhaltebecken am Burgwedelkamp, östlich der Holsteiner Chaussee. Dann unterquert er die AKN-Strecke und fließt an einem Weg bis zum ersten und größten Rückhaltebecken „Schnelsener Moor“, welches etwa 400 Meter lang ist, danach durchquert er das zweite, ca. 150 Meter lange Rückhaltebecken „Finkenstiegteich“. Daraufhin fließt er unter der Pinneberger Straße hindurch in das dritte und kleinste Rückhaltebecken „Moorflagenteich“, wonach er seinen einzigen Nebenfluss, den Wiemeldorfer Moorgraben, aufnimmt.

## Fauna & Angelsport
Im Schnelsener Moor kommen Hechte, Barsche, Schleie, Karpfen, Weißfische und Aale vor. Am Ostufer des RHB Schnelsener Moor darf nicht geangelt werden, da es zum Naturschutzgebiet erklärt wurde.

## Bilder

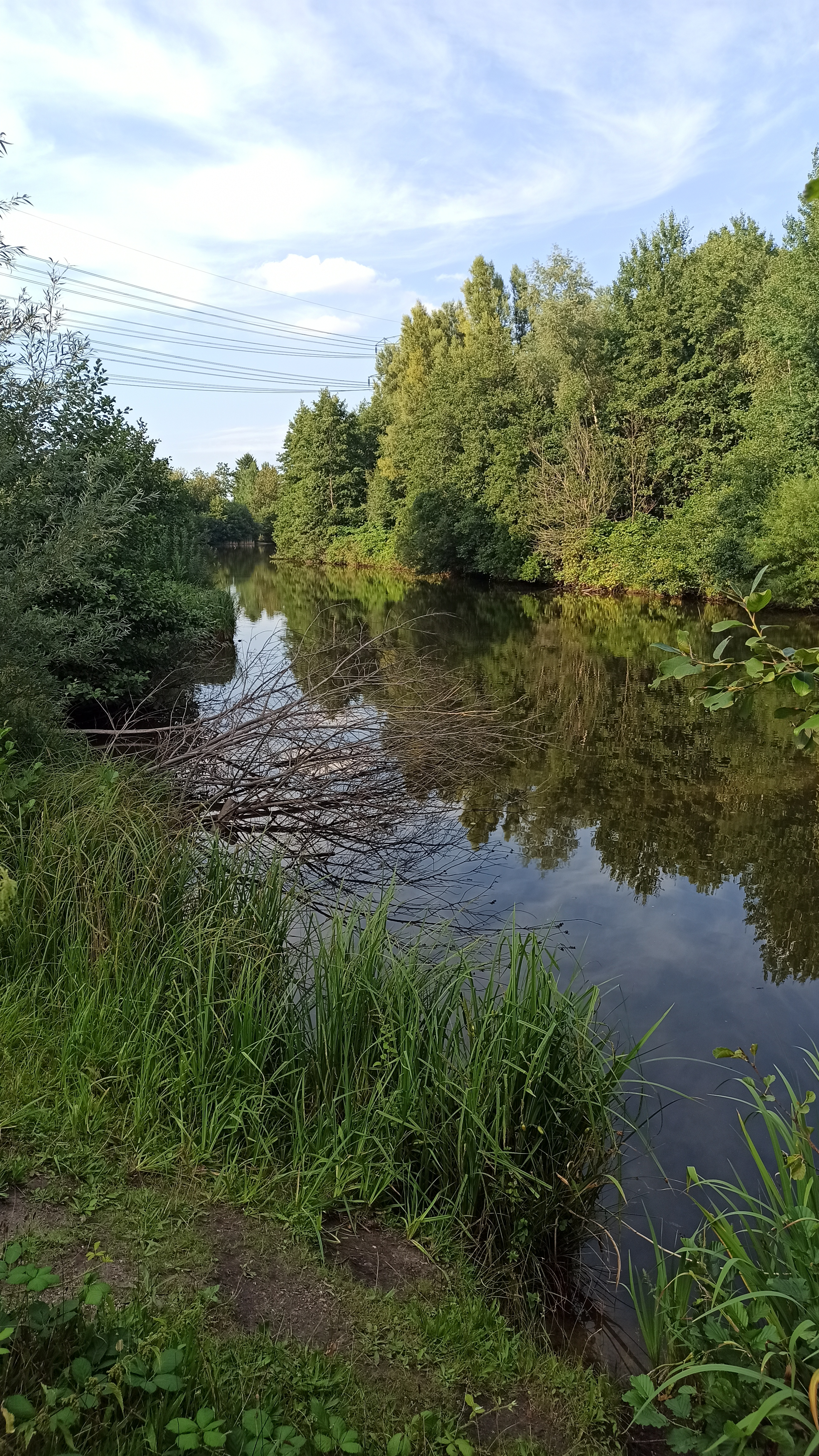
Das RHB Schnelsener Moor
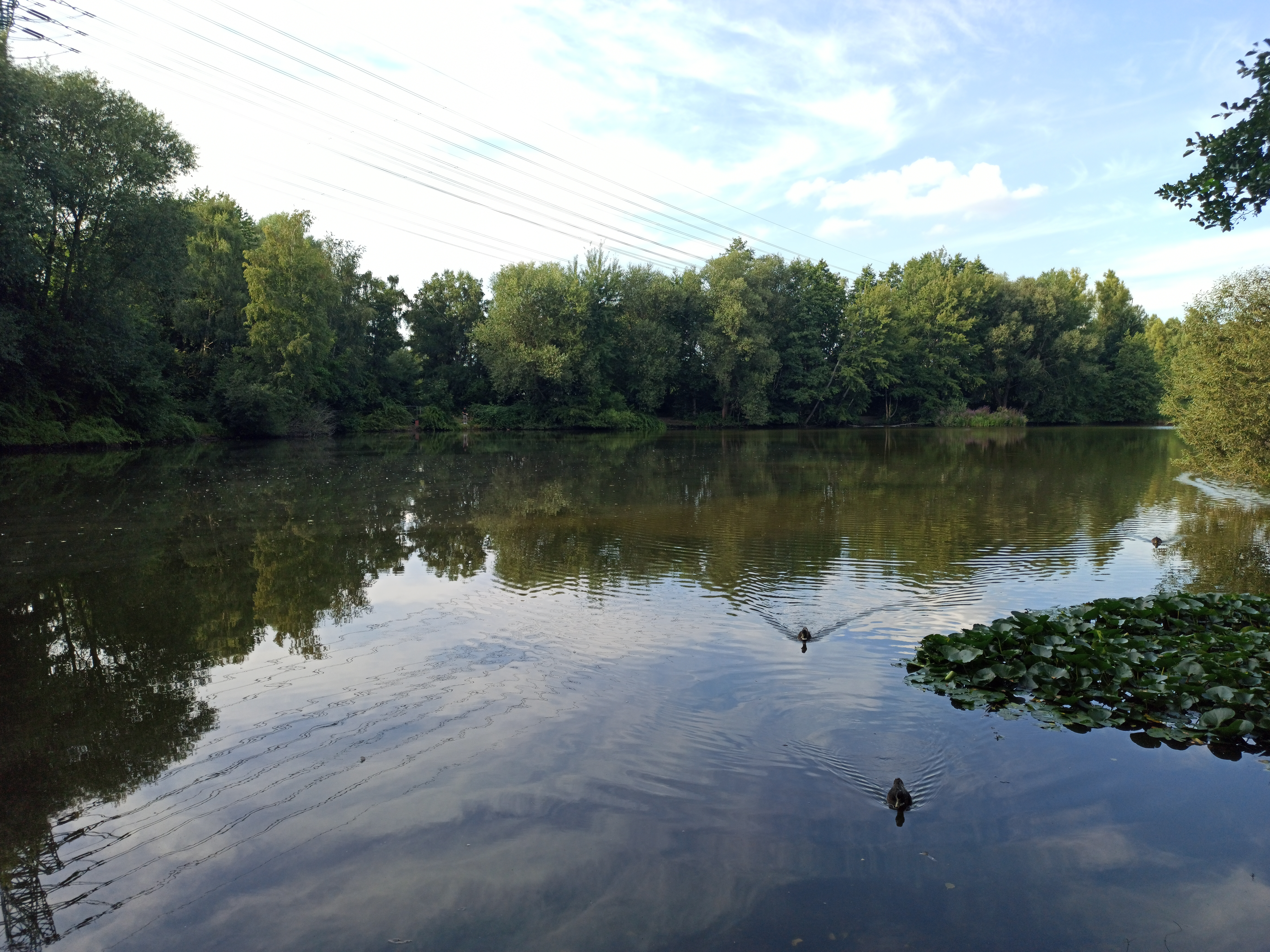
Das RHB Finkenstiegteich
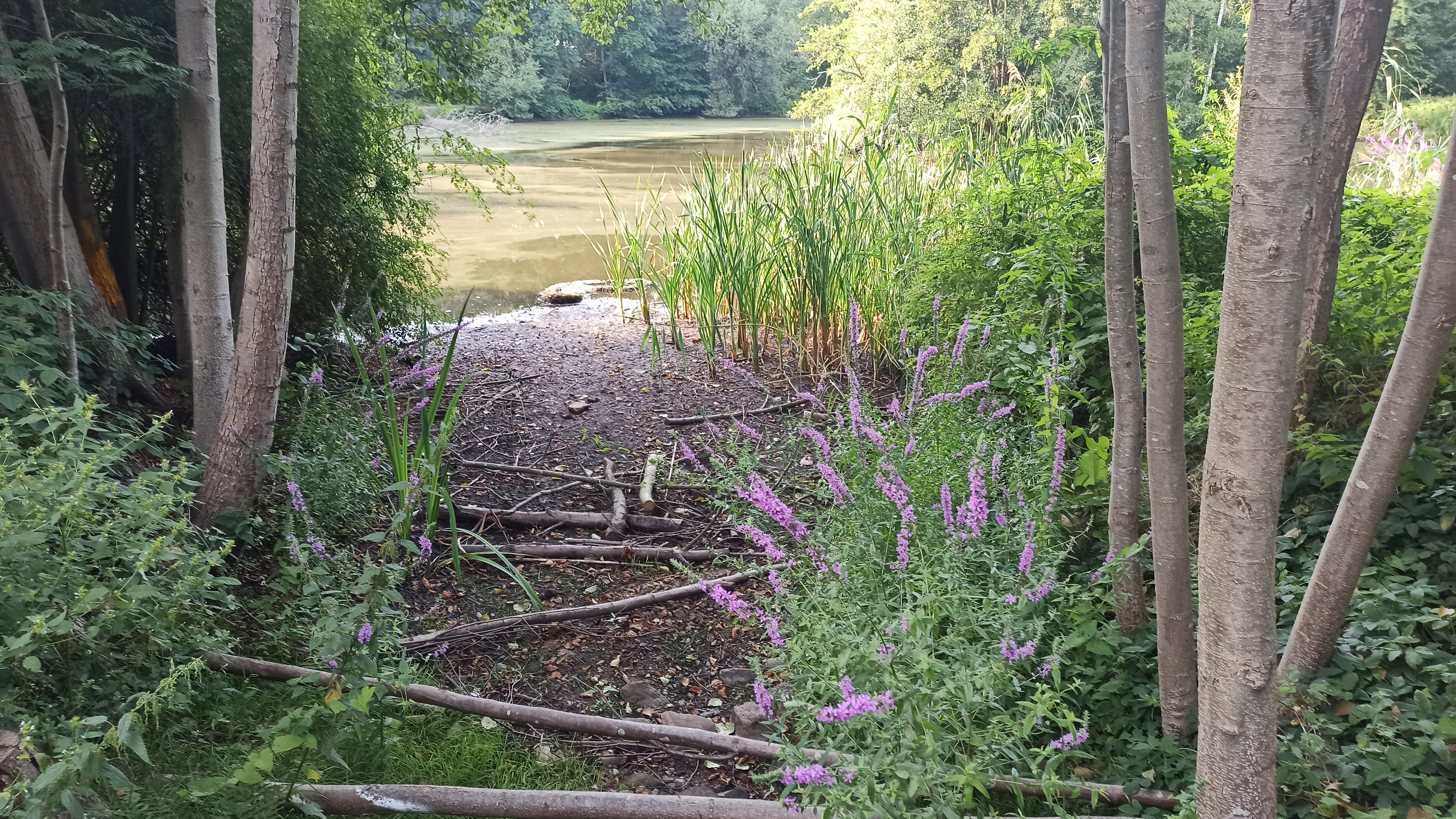
Das RHB Moorflagenteich mit Schnelsener Moorgraben
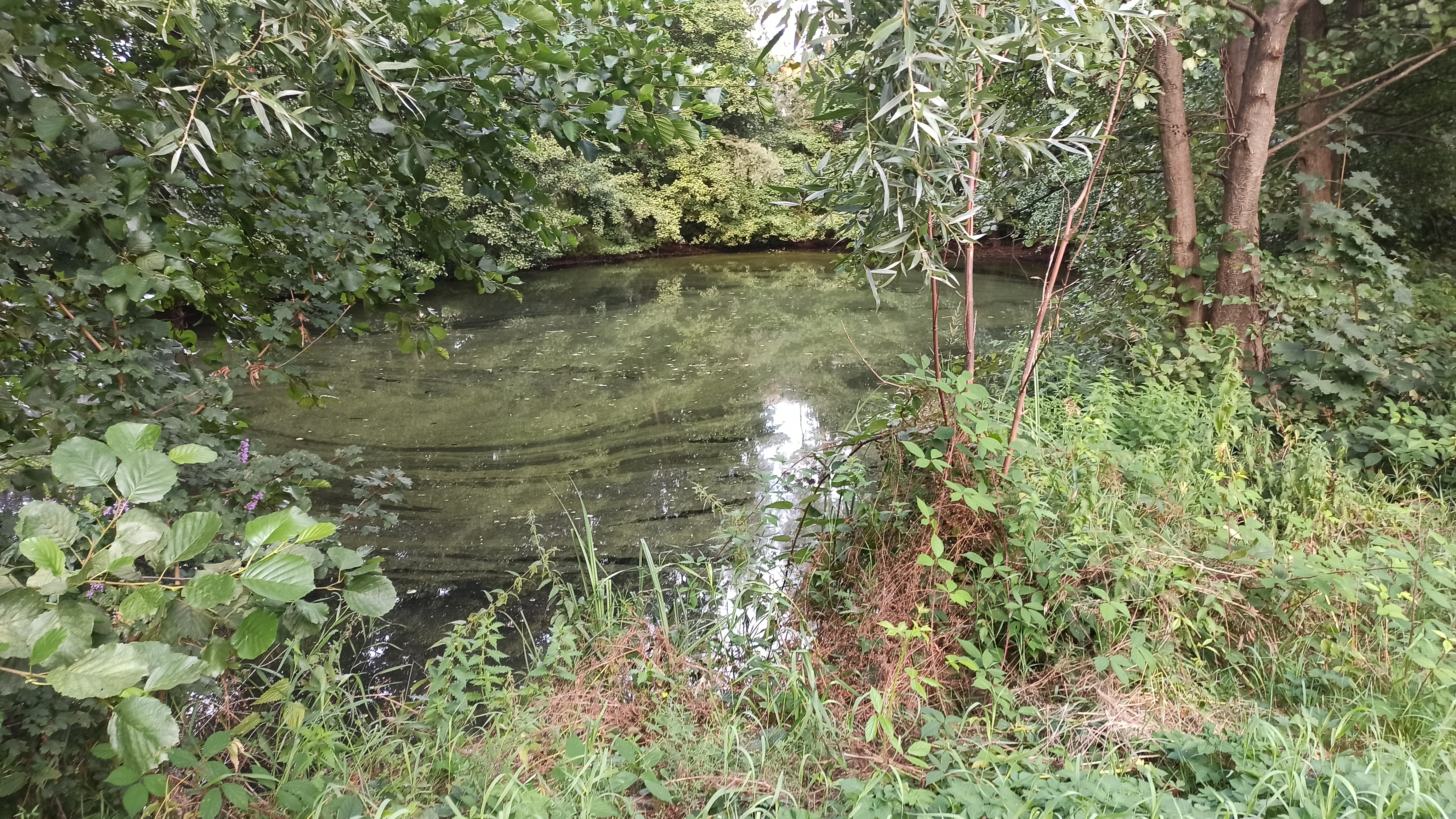
Das RHB Burgwedelkamp, evtl. die Quelle des Schnelsener Moorgraben